# Красноуральский сельсовет (Курганская область)
Красноуральский сельсовет — упразднённые административно-территориальная единица и муниципальное образование со статусом сельского поселения в составе Юргамышского района Курганской области.
Административный центр — село Красный Уралец.
С 23 декабря 2021 года Законом Курганской области от 10.12.2021 № 143 муниципальный район был преобразован в муниципальный округ, сельсовет упразднён.

## История
В соответствии с Законом Курганской области от 6 июля 2004 года № 419 сельсовет наделён статусом сельского поселения.

## Население
| 1989 | 2002  | 2004  | 2010 | 2012 | 2013 | 2014 |
| ---- | ----- | ----- | ---- | ---- | ---- | ---- |
| 1449 | ↘1245 | ↗1300 | ↘973 | ↗980 | ↘947 | ↘914 |
| 2015 | 2016  | 2017  | 2018 | 2019 | 2020 |      |
| ↘878 | ↘859  | ↘832  | ↗835 | ↘801 | ↘796 |      |

## Состав сельского поселения
| № | Населённый пункт | Тип населённого пункта       | Население |
| - | ---------------- | ---------------------------- | --------- |
| 1 | Красный Уралец   | село, административный центр | ↘659      |
| 2 | Петровское       | село                         | ↘182      |
| 3 | Раздольная       | деревня                      | ↗132      |